# Lista över Sveriges största skulpturer
Här följer en lista över några av Sveriges största skulpturer:
| Namn              | Kommun    | Län                  | Höjd (meter) |
| ----------------- | --------- | -------------------- | ------------ |
| Y:et              | Timrå     | Västernorrland       | 30           |
| Kvinnohuvud       | Halmstad  | Halland              | 15           |
| Masterna          | Göteborg  | Västra Götalands län | 13           |
| Instabil          | Stockholm | Stockholms län       | 12           |
| Pinocchio         | Borås     | Västra Götalands län | 9            |
| Hon - en katedral | Stockholm | Stockholms län       | 6            |